# Listă de actori suedezi
Această pagină este o listă de actori suedezi. 

## A
| - Amy Aaröe - Edvin Adolphson - Kristina Adolphson - Nils Ahlroth - Börje Ahlstedt - Puck Ahlsell - Elof Ahrle - Hasse Alfredson - Johannes Alfvén - Catharina Alinder | - Morgan Alling - Bengt Alsterlind - Gabriel Alw - Lars Amble - Bibi Andersson - Birgitta Andersson - Harriet Andersson - Johan Andersson - Kent Andersson - Peter Andersson | - Tommy Andersson - Kim Anderzon - Tintin Anderzon - Leif Andrée - Sven Angleflod - Per-Axel Arosenius - Nick Atkinson - Pernilla August - Eddie Axberg - Axelle Axell |

## B
| - Alice Babs - Susanne Barklund - Danilo Bejarano - Benkt-Åke Benktsson - Lars-Erik Berenett - Thommy Berggren - Erik Berglund - Anna Bergman - Ingrid Bergman - Mats Bergman - Kjell Bergqvist - Helena Bergström - Olof Bergström - Gösta Bernhard | - Lena-Pia Bernhardsson - Petter Billengren - Fritiof Billquist - Carl Billquist - Brita Billsten - Anita Björk - Anna Björk - Signhild Björkman - Renée Björling - Gunnar Björnstrand - Erik Blix - Erik Bolin - Tomas Bolme - Maria Bonnevie | - Jarl Borssén - Harriet Bosse - Lia Boysen - Krister Broberg - Helena Brodin - Johannes Brost - Pauline Brunius - Ulf Brunnberg - Reine Brynolfsson - Sanna Bråding - Brasse Brännström - Tomas von Brömssen - Anders Börje |

## C
| - Berit Carlberg - Jeanette Capocci - Krister Claesson - Richard Carlsohn - Elisabet Carlsson - Ing-Marie Carlsson | - Janne "Loffe" Carlsson - Ralph Carlsson - Sickan Carlsson - Margit Carlqvist - Rickard Castefjord - Sickan Castegren | - Lena Cederström - Julia Cæsar - Sten-Åke Cederhök - Kotti Chave - Görel Crona |

## D
| - Eva Dahlbeck - Lena Dahlman - Alexandra Dahlström - Eskil Dalenius | - Peter Dalle - Tage Danielsson - Carl Magnus Dellow - Ulf Dohlsten | - Fredrik Dolk - Micke Dubois - Julia Dufvenius |

## E
| - Dagmar Ebbesen - Hans-Peter Edh - Louise Edlind - Allan Edwall - Lottie Ejebrant - Anita Ekberg - Stina Ekblad - Anders Ekborg - Dan Ekborg - Lars Ekborg - Nils Eklund | - Yvonne Eklund - Bengt Ekerot - Gösta Ekman d.y. - Gösta Ekman d.ä. - Hasse Ekman - Sanna Ekman - Stefan Ekman - Karin Ekström - John Elfström - Lena Endre - Lina Englund | - Peter Engman - Malena Engström - Edith Erastoff - Eric Ericson - Annalisa Ericson - Anna Ulrika Ericsson - Anders Eriksson - Claes Eriksson - Irma Erixson - Katarina Ewerlöf - Fredrik Evers |

## F
| - Loa Falkman - Christer Fant - George Fant - Fares Fares - Christian Fex - Nina Fex - Thorsten Flinck | - Emil Forselius - Kristofer Fransson - Gunnel Fred - Benny Fredriksson - Jane Friedmann - Cecilia Frode | - Basia Frydman - Samuel Fröler - Ewa Fröling - Georg Funkquist - Sigge Fürst - Agnetha Fältskog |

## G
| - Michael Gabay - Greta Garbo - Ludvig Gentzel - Karl Gerhard - Stefan Gerhardsson - Inga Gill - Anton Glanzelius - Etienne Glaser - Pernilla Glaser | - Fredde Granberg - Duncan Green - Lars Green - Pia Green - Johan Gry - Nanne Grönvall - Nina Gunke - Björn Gustafson | - Eric Gustafsson - Pontus Gustafsson - Robert Gustafsson - Karl G Gustafson - Nicklas Gustavsson - Marie Göranzon - Staffan Götestam - Ernst Günther |

## H
| - Peter Haber - Nils Hallberg - Rune Hallberg - Frida Hallgren - Rune Halvarsson - Gustaf Hammarsten - Einar Hanson - Göran Hansson - Lars Hansson - Lena T. Hansson - Thomas Hanzon - Åke Harnesk - John Harryson - Peter Harryson | - Ulf Hasseltorp - Musse Hasselvall - Signe Hasso - Leif Hedberg - Julia Hede - Gerd Hegnell - Thomas Hellberg - Gunnar Hellström - Rebecka Hemse - Krister Henriksson - Dominik Henzel - Felix Herngren - Måns Herngren - Ingvar Hirdwall | - Keve Hjelm - Folke Hjort - Niklas Hjulström - Andreas Hoffer - Rut Holm - Karl-Arne Holmsten - My Holmsten - Heinz Hopf - Dan Håfström - Douglas Håge - Sebastian Håkansson - Cecilia Häll - Tjadden Hällström - Magnus Härenstam |

## I
| - Jonas Inde | - Magdalena In de Betou | - Tor Isedal |

## J
| - Adolf Jahr - Ulla Jacobsson - Claes Janson - Niels Jensen - Birgitta Johansson - Maria Johansson | - Mary Johnson - Sonny Johnson - Tommy Johnson - Ulricha Johnson - Ray Jones IV - Erland Josephson | - Lennart Jähkel - Ernst-Hugo Järegård - Stig Järrel - Peter Jöback - Gun Jönsson |

## K
| - Andreas Karoliussen - Jonas Karlsson - Kayo - Melinda Kinnaman - Gösta Kjellertz - Carl Kjellgren | - Johan H:son Kjellgren - Alf Kjellin - Björn Kjellman - Ingvar Kjellson - Elin Klinga - Barbro Kollberg | - Thomas Krantz - Margaretha Krook - Jarl Kulle - Sissela Kyle - Tommy Körberg |

## L
| - Marika Lagercrantz - Sture Lagerwall - Inga Landgré - Jörgen Lantz - Kim Lantz - Anna-Lotta Larsson - Babben Larsson - Rolf Lassgård - Zarah Leander - Sara Lewerth - Carina Lidbom - Jonna Liljendahl - Torsten Lilliecrona - Lars Lind | - August Lindberg - Sven Lindberg - Anita Lindblom - Gunnel Lindblom - Mats Lindblom - Agneta Lindén - Lill Lindfors - Viveca Lindfors - Carl-Gustaf Lindstedt - Pierre Lindstedt - Martin Ljung - Sten Ljunggren - Claes Ljungmark - Stefan Ljungqvist | - Sofia Lockwall - Oliver Loftéen - Bengt Logardt - Yvonne Lombard - Regina Lund - Richard Lund - Ann Lundgren - Dolph Lundgren - Maria Lundqvist - Olof Lundström Orloff - Lasse Lönndahl - Holger Löwenadler - Jan Lööf |

## M
| - Mona Malm - Claes Malmberg - Siw Malmkvist - Jan Malmsjö - Sune Mangs | - Curt Masreliéz - Börje Mellvig - Thor Modéen - Gustaf Molander - Karin Molander | - Olof Molander - Hans Mosesson - Jörgen Mulligan - Sunil Munshi - Claes Månsson |

## N
| - Lis Nilheim - Alf Nilsson - Andreas Nilsson - Carl-Ivar Nilsson - Inger Nilsson - Liam Norberg | - Jacob Nordenson - Bertil Norström - Tomas Norström - Georg Norrby - Simon Norrthon - Laila Novak | - Tuva Novotny - Jan Nygren - Sven Nykvist - Lena Nyman - Michael Nyqvist - Thomas Nystedt |

## O
| - Fredrik Ohlsson - Warner Oland | - Lena Olin - Stig Olin | - Amanda Ooms - Per Oscarsson |

## P
| - Toivo Pawlo - Sofia Pekkari - Mikael Persbrandt - Edvard Persson - Maria Persson - Bengt Peterson - Tord Peterson | - Michael Petersson - Torkel Petersson - Hjördis Petterson - Gio Petré - Ann Petrén - Majken Pollack | - Mimi Pollak - Hans Polster - Tomas Pontén - Gunilla Poppe - Nils Poppe - Mia Poppe |

## Q
| - Isa Quensel | - Mats Qviström |

## R
| - Johan Rabaeus - Louise Raeder - Mikael Rahm - Peter Rangmar - Göran Ragnerstam - Örjan Ramberg - Ola Rapace - Alexandra Rapaport - Eva Remaeus - Suzanne Reuter - Johan Rheborg - Marie Richardson - Artur Rolén - Tutta Rolf - Katie Rolfsen - Shanti Roney - Ewa Roos - Vanna Rosenberg - Mariann Rudberg - Sif Ruud - Georg Rydeberg - Eva Rydberg - Eva Röse - Gunilla Röör |

## S
| - Reuben Sallmander - Al. Samfors - Helena af Sandeberg - Olle Sarri - Stefan Sauk - Christina Schollin - Joakim Schröder - Henrik Schyffert - Izabella Scorupco - Mona Seilitz - Viveka Seldahl - Håkan Serner - Peter Settman - Alf Sjöberg - Ulla Sjöblom - Alexander Skarsgård - Gustaf Skarsgård - Stellan Skarsgård - Björn Skifs - Pia Skoglund - Helge Skoog - Leena Skoog - Ulla Skoog - Victor Sjöström - Isabell Sollman - Göran Stangertz - Björn Starrin - Gaby Stenberg - Christina Stenius - Marianne Stjernqvist - Peter Stormare - Evabritt Strandberg - Jan-Olof Strandberg - Erik Strandmark - Pontus Ströbaek - Lasse Strömstedt - Pär Sundberg - Runo Sundberg - Folke Sundquist - Allan Svensson - Max von Sydow - Ingrid Swede - Johanna Sällström - Åke Söderblom - Lars Söderdahl - Helén Söderqvist-Henriksson |

## T
| - Sven-Bertil Taube - Pierre Tafvelin - Tora Teje - Birgit Tengroth - Solveig Ternström - Lil Terselius - Ingrid Thulin - Inga Tidblad - Kerstin Tidelius - Gustaf Torrestad - Minna Treutiger |

## U
| - Magnus Uggla | - Johan Ulveson |

## V

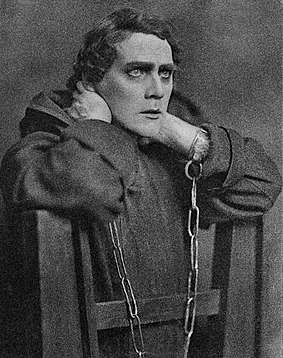
Anders de Wahl (1869 - 1956)

| - Bert-Åke Varg | - Meta Velander | - Cornelis Vreeswijk |

## W
| - Anders de Wahl - Linus Wahlgren - Niclas Wahlgren - Pernilla Wahlgren - Johan Wahlström - Anita Wall - Björn Wallde - Felix Wallón - Tove Waltenburg - Wiveka Warenfalk - Tor Weijden | - Margreth Weivers - Öllegård Wellton - Jerry Williams - Jessie Wessel - Staffan Westerberg - Håkan Westergren - Meg Westergren - Laila Westersund - Johan Widerberg - Naima Wifstrand - Sonja Wigert | - Claire Wikholm - Andreas Wilson - Oscar Winge - Carl-Gunnar Wingård - Beppe Wolgers - Sven Wollter - Rikard Wolff - Thomas Wrisemo - Gunn Wållgren - Rakel Wärmländer |

## X
|  |

## Y
| Sebastian Ylvenius |

## Z
| - Jessica Zandén - Philip Zandén | - Hanna Zetterberg - Mai Zetterling | - Monica Zetterlund |

## Å
| - Lasse Åberg - Sylva Åkesson | - Inga Ålenius - Georg Årlin | - Ted Åström |

## Ä
|  |

## Ö
| - Verner Ölund | - Johan Örjefelt | - Ulrika Örn |

## Actrițe suedeze
| - Richard Dean Anderson - Linda Arvidsson - Nils Asther - Candice Bergen - Sven Hugo Borg - Matt Damon - Kirsten Dunst - Robert Englund - Edie Falco - Melanie Griffith | - Jake Gyllenhaal - Maggie Gyllenhaal - Larry Hagman - Mark Hamill - Susan Hayward - Van Johnson - Val Kilmer - Kris Kristofferson - Myrna Loy - Anna Q. Nilsson | - Michelle Pfeiffer - Eric Roberts - Julia Roberts - Jean Seberg - Gloria Swanson - Uma Thurman - Donnie Wahlberg - Mark Wahlberg - Winifred Westover - Richard Widmark |

## Vezi și
- Listă de regizori suedezi